# Lewitacja magnetyczna

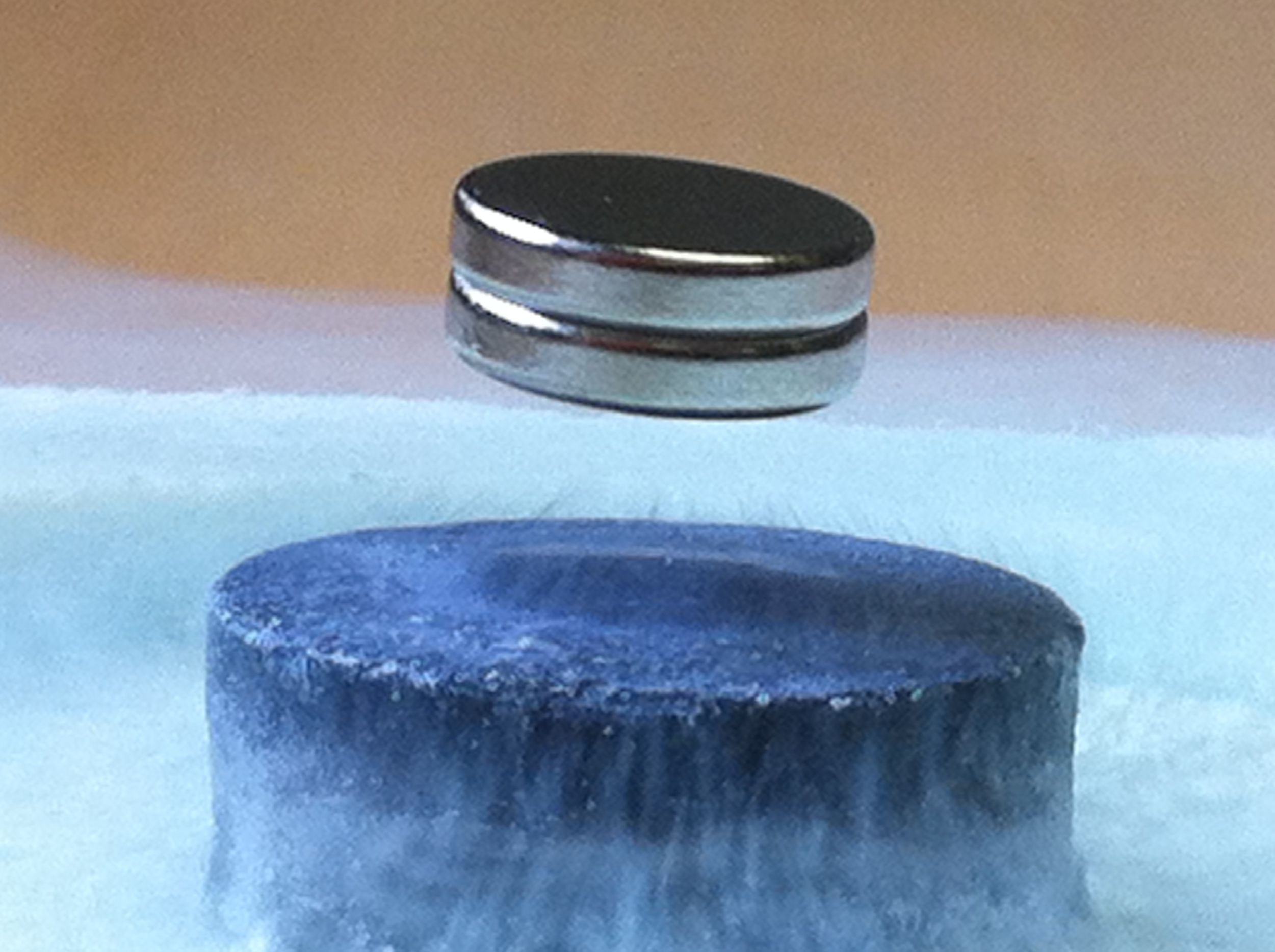
Lewitacja magnetyczna pasywna w układzie magnes – nadprzewodnik

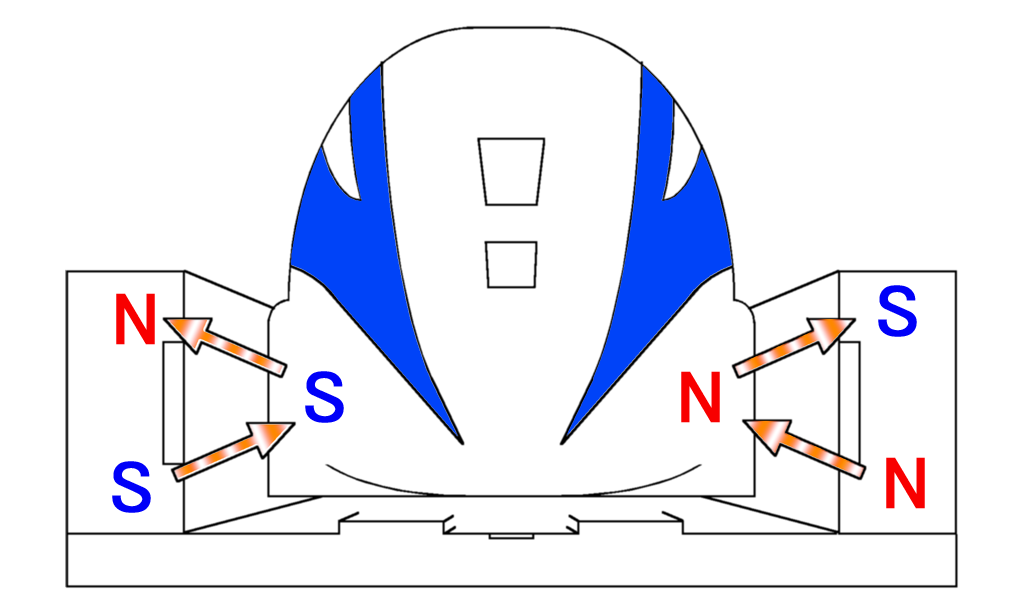
Idea systemu lewitacji pociągu JR Maglev

Lewitacja magnetyczna – jeden z rodzajów lewitacji, zjawiska w fizyce polegającego na unoszeniu ciał bez kontaktu mechanicznego z podłożem. Lewitacja magnetyczna zachodzi pod wpływem sił i oddziaływań pola magnetycznego i elektromagnetycznego, które równoważą siłę wynikającą z grawitacji lub innych czynników.
Lewitacja magnetyczna znajduje zastosowanie do zawieszenia bezkontaktowego elementów ruchomych urządzeń i systemów w zakresie przemieszczeń liniowych (np. zawieszenie pojazdów trakcyjnych) oraz obrotowym (np. łożyska magnetyczne). Stosowana jest również w fizyce wysokich energii.

## Rodzaje lewitacji magnetycznej
Lewitację magnetyczną można sklasyfikować z zależności od rodzaju i źródła pola magnetycznego w jakim powstaje oraz rodzaju materiałów jakie biorą udział w procesie lewitacji. Można wyróżnić:
- lewitację statyczną (w stałym polu magnetycznym wytwarzanym przez magnesy trwałe lub elektromagnesy),
  - quasi-lewitację (z podtrzymywaniem mechanicznym),
  - pasywną ze stabilizacją żyroskopową,
  - pasywną z diamagnetykami,
  - nadprzewodnikową,
  - aktywną stabilizowaną przez sterowanie elektromagnesów,
    - w układach hybrydowych magnes trwały – elektromagnes,
    - w układach elektromagnetycznych bez magnesów trwałych,
- lewitację dynamiczną (w zmiennym polu magnetycznym, zwaną również elektromagnetyczną),
  - w polu elektromagnetycznym zmiennym w czasie,
  - w polu elektromagnetycznym zmiennym w przestrzeni.

## Lewitacja magnetostatyczna
Lewitację powstającą w stałym polu magnetycznym (magnetostatycznym) nazywa się lewitacją statyczną. Zgodnie z twierdzeniem Earnshawa w statycznym układzie magnetycznym nie da się wytworzyć stabilnego układu sił magnetycznych umożliwiających lewitację. Oddziaływania magnetyczne ferromagnetyków (czyli również magnesów trwałych) dla uzyskania punktu równowagi wymagają osiągnięcia lokalnego minimum energii. Dla takich materiałów energia {\displaystyle \mathbf {U} } wyznaczana jest na podstawie wewnętrznych momentów dipolowych {\displaystyle \mathbf {m} } oraz indukcji {\displaystyle \mathbf {B} } według zależności:
{\displaystyle \mathbf {U} =-\mathbf {m} \cdot \mathbf {B} .}
Energia osiąga lokalne minimum jeżeli laplasjan energii jest większy od zera. Jednak zgodnie z równaniem Laplace’a w bezźródłowym polu magnetycznym (w którym nie ma ładunków elektrycznych, nieruchomych lub w postaci przepływu prądu) laplasjan energii jest zawsze zerowy (zerują się laplasjany indukcji magnetycznej w każdym z kierunków oddzielnie):
{\displaystyle \nabla ^{2}U=0.}
W związku z tym nie występują lokalne maksima i minima energii, a jedynie punkty siodłowe. Układy lewitacji statycznej wymagają w związku z tym dodatkowej stabilizacji. Jest ona realizowana na różne sposoby, między innymi poprzez siły żyroskopowe oraz w układach z aktywnie sterowanymi elektromagnesami.
Stabilna lewitacja w polu magnetycznym statycznym jest możliwa w układach w których występują paramagnetyki i diamagnetyki. Przykładem diamagnetyku, który może lewitować w stałym polu magnetycznym jest grafit. Szeroką rodzinę materiałów diamagnetycznych wykorzystywanych w układach lewitacji statycznej stanowią materiały nadprzewodnikowe, które w stanie nadprzewodnictwa, na skutek zjawiska Meissnera wykazują idealny diamagnetyzm.
Do wytworzenia lewitacji magnetycznej konieczne są odpowiednio silne pola magnetyczne. Rozwój technologii materiałowej w zakresie magnesów trwałych pozwala na ich stosowanie w układach lewitacji. Dodatkowo pola wytwarzane przez magnesy trwałe są odpowiednio wzmacniane. Często spotykaną techniką wzmacniania pola magnetycznego na potrzeby lewitacji jest stosowanie magnesów w układzie Halbacha. Jest to taki płaski układ magnesów, w którym bieguny magnetyczne na jednej płaszczyźnie dodają się, wzmacniając pole magnetyczne, a na drugiej redukują, osłabiając to pole. Układ Halbacha stosowany jest też do lewitacji w łożyskach magnetycznych o ułożeniu cylindrycznym.

### Quasi-lewitacja

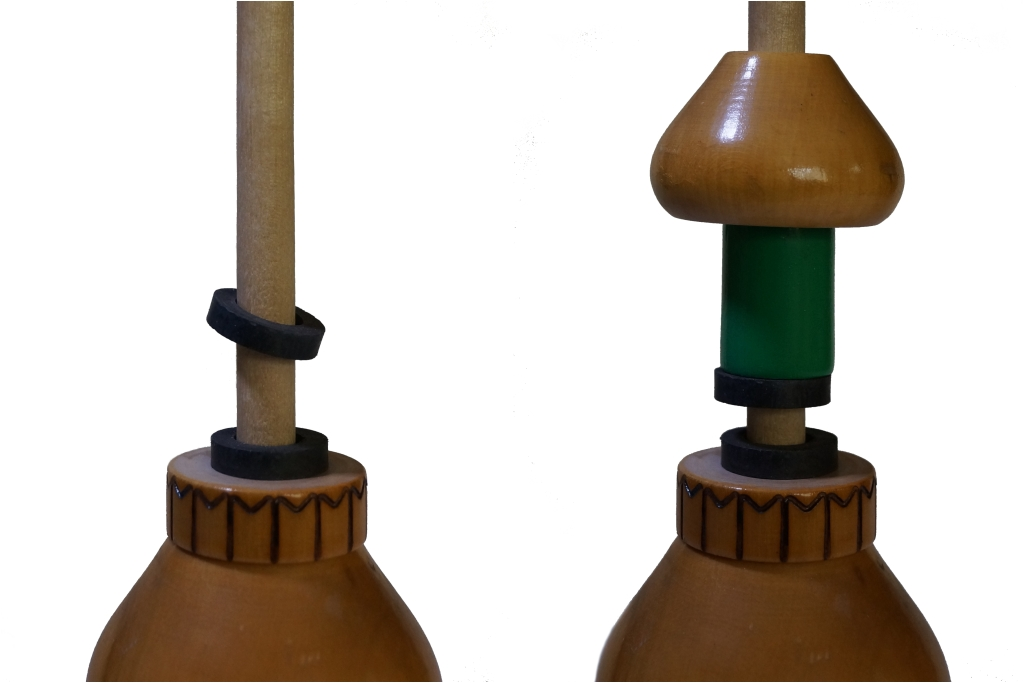
Quasi-lewitacja: Mechaniczne zablokowanie jednego ze stopni swobody.

Zgodnie z twierdzeniem Earnshawa możliwym do uzyskania stanem lewitacji magnetostatycznej jest równowaga chwiejna. Oznacza to, że obiekt lewitujący nie jest w stanie znaleźć stabilnego położenia. Wystarczy jednak zablokowanie (unieruchomienie) jednego ze stopni swobody takiego obiektu, aby podlegał on stabilnej lewitacji. Realizuje się to najczęściej poprzez więzy mechaniczne. Przykładem takiego układu jest łożysko magnetyczne, dla którego stabilizacja promieniowa odbywa się poprzez siły magnetyczne, natomiast stabilizacja osiowa otrzymywana jest poprzez mechaniczne podparcie wału. Taki rodzaj lewitacji najczęściej nazywany jest quasi-lewitacją. Zablokowanie niestabilnego stopnia swobody realizowane jest w niektórych rozwiązaniach poprzez siły aerodynamiczne (np. wentylatory) lub siły hydrodynamiczne (wirniki pomp). Ten typ lewitacji określany jest jako lewitacja hybrydowa (magneto-aerodynamiczna lub magneto-hydrodynamiczna).

### Lewitacja ze stabilizacją żyroskopową
Lewitacja magnetyczna może być stabilna w układzie dwóch magnesów cylindrycznych, jeżeli magnes lewitujący umieszczony jest na wale i wiruje z odpowiednią prędkością obrotową. Zjawisko to odkryte zostało w latach siedemdziesiątych XX wieku przez Roya M. Harrigana. Proces stabilizacji odbywa się poprzez siły żyroskopowe. Dzięki wirowaniu, wał na którym umieszczony jest magnes poddawany próbie przewrócenia na bok podlega jedynie zjawisku precesji. Tym samym dolna część wirującego wału wraz z magnesem utrzymywana jest przez siły magnetyczne równoważone przez grawitację, natomiast górna część wału podlega równowadze sił magnetycznych i żyroskopowych.
Do unoszenia magnesu wystarczy w podstawie magnes o górnym biegunie jednoimiennym względem dolnego bieguna magnesu wirującego. W praktyce stosuje się jednak układy złożone magnesów, ułatwiające stabilizację magnesu wirującego. Istotnym parametrem, koniecznym do uzyskania stabilnej lewitacji jest prędkość wirowania, gdyż równowaga sił magnetycznych i żyroskopowych zachodzi jedynie w wąskim jej zakresie.
Zjawisko stabilizacji żyroskopowej zostało opatentowane, a model demonstracyjny lewitacji ze stabilizacją żyroskopową znany jest pod handlową nazwą Levitron (sprzedawany jako zabawka naukowa).

### Lewitacja diamagnetyków

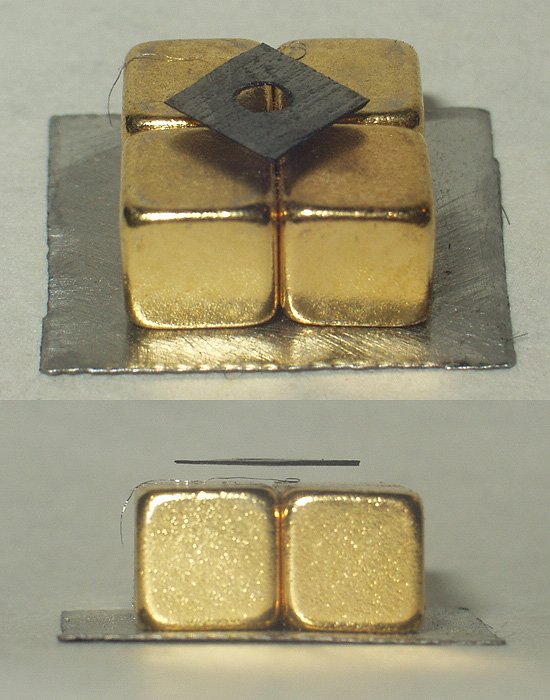
Grafit lewitujący nad magnesem trwałym

Twierdzenie Earnshawa odnosi się do statycznych układów bezźródłowych, w których moment dipolowy nie zależy od położenia, jak ma to miejsce w przypadku ferromagnetyków. W materiałach paramagnetycznych i diamagnetycznych sumaryczny moment magnetyczny, określany jako magnetyzacja {\displaystyle \mathbf {M} } indukowany jest przez zewnętrzne pole magnetyczne i jest on proporcjonalny do indukcji tego pola {\displaystyle \mathbf {B} }
{\displaystyle \mathbf {M} =k\mathbf {B} ,}
gdzie {\displaystyle k} jest stałą większą od zera dla paramagnetyków i mniejszą od zera dla diamagnetyków. W związku z tym energia układu wyraża się zależnością:
{\displaystyle U=-\mathbf {M} \cdot \mathbf {B} =-k\mathbf {B} \cdot \mathbf {B} =-k(B_{x}^{2}+B_{y}^{2}+B_{z}^{2}).}
W tym wypadku można wykazać, że:
{\displaystyle \nabla ^{2}(B_{x}^{2}+B_{y}^{2}+B_{z}^{2})\geqslant 0,}
co oznacza, że dla paramagnetyków i diamagnetyków energia może osiągać lokalne minima i maksima (dla paramagnetyków wyłącznie maksima, a dla diamagnetyków wyłącznie minima). Lokalne maksima energii występują wyłącznie w przestrzeni materiałów, wobec czego nie jest możliwa stabilna lewitacja. Da się jednak znaleźć lokalne minima i uzyskać stabilną lewitację dla diamagnetyków.

Grafit unoszący się nad silnymi magnesami

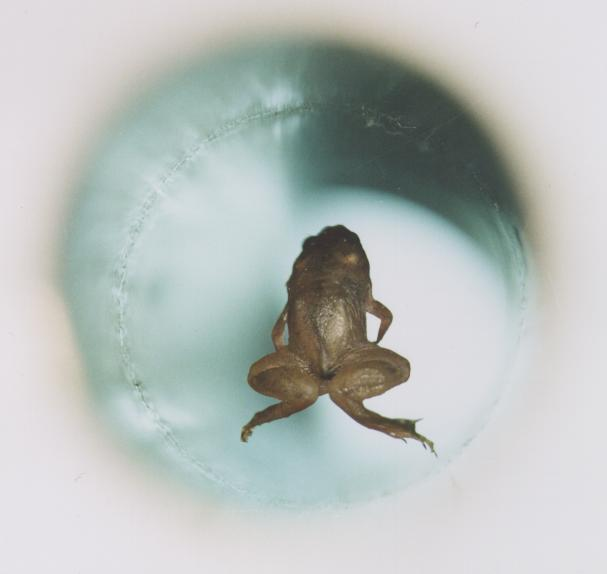
Żaba lewitująca w polu magnetycznym

Jednym z materiałów o najsilniejszych właściwościach diamagnetycznych w temperaturze pokojowej jest grafit. I tak na przykład można uzyskać stabilną lewitację lekkich płatków grafitu nad silnymi magnesami stałymi. Dla bardzo silnych pól magnetycznych można doprowadzić do unoszenia się przedmiotów z jednej strony cięższych, z drugiej zaś o mniejszej podatności magnetycznej (np. ciała zawierające wodę). Kryterium lewitacji diamagnetyków określa zależność:
{\displaystyle B{\frac {dB}{dz}}=\mu _{0}\,g\,{\frac {\rho }{\chi }},}
gdzie:
{\displaystyle \chi } – podatność magnetyczna,
{\displaystyle \rho } – gęstość materiału,
{\displaystyle g} – przyspieszenie ziemskie
{\displaystyle \mu _{0}} – przenikalność magnetyczna próżni,
{\displaystyle B} – indukcja magnetyczna.
Po podstawieniu do wzoru parametrów materiałowych kryterium lewitacji dla grafitu spełnione jest dla wartości 375 T²/m, a dla wody 1400 T²/m.

### Lewitacja nadprzewodnikowa

Lewitacja nadprzewodnika z zamrożonym polem magnetycznym nad magnesami w układzie Halbacha – animacja rozkładu linii sił pola magnetycznego przy wytrącaniu nadprzewodnika z położenia równowagi

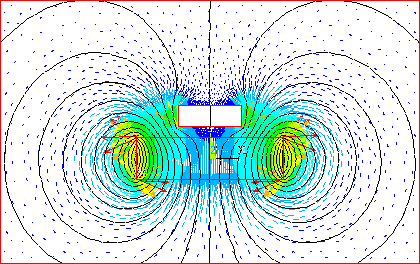
Pole magnetyczne wokół nadprzewodnika – idealnego diamagnetyku lewitującego nad magnesem trwałym

Materiały nadprzewodnikowe wykazują właściwości idealnego diamagnetyzmu, co oznacza, że w stanie nadprzewodnictwa wypychają pole magnetyczne ze swego wnętrza. Zjawisko to zostało odkryte w 1933 przez W. Meissnera i nazwane jego imieniem. Nadprzewodniki umożliwiają stabilną lewitację nawet dla słabych pól magnetycznych, przy czym wysokość na jakiej nadprzewodnik lewituje nad źródłem pola magnetycznego zależy od wielkości tego pola. Cecha ta nie jest jednak jedyną, która zdecydowała o bardzo korzystnych właściwościach nadprzewodników w układach lewitacji.
Drugą cechą decydującą o stabilności lewitacji nadprzewodnikowej jest pułapkowanie strumienia w nadprzewodnikach (zamrażanie pola magnetycznego). Zjawisko to występuje dzięki defektom sieci krystalicznej nadprzewodników II rodzaju. Podczas wprowadzania takiego nadprzewodnika w obecności zewnętrznego pola magnetycznego w stan nadprzewodnictwa na skutek defektów sieci dochodzi do uwięzienia pola magnetycznego wewnątrz nadprzewodnika (tak zwanego pułapkowania strumienia). W wyniku tego procesu nadprzewodnik zachowuje w swojej strukturze kształt pola, przy którym został wprowadzony w stan nadprzewodnictwa i zawsze dąży do położenia początkowego. Umożliwia to nie tylko lewitację nadprzewodnika nad magnesami trwałymi, ale również utrzymywanie stabilnej lewitacji nadprzewodnika w każdym innym położeniu względem magnesu (nadprzewodnik może być podwieszony pod magnesem lub umieszczony z boku). Ten typ zjawiska lewitacji magnetycznej występuje tylko w nadprzewodnikach i dotyczy wyłącznie monokryształów (pułapkowanie strumienia nie występuje w nadprzewodnikach, które są spiekami). Ta cecha nadprzewodników spowodowała, że nadprzewodniki II rodzaju znalazły zastosowanie w układach zawieszenia magnetycznego pojazdów trakcyjnych (Supratrans) oraz w łożyskach nadprzewodnikowych.

### Lewitacja ze stabilizacją aktywną
Często stosowaną metodą lewitacji magnetycznej w układach statycznych jest lewitacja stabilizowana w układzie aktywnym z elektromagnesem. Stabilizacja aktywna polega na sterowaniu elektromagnesu z układu sprzężenia zwrotnego połączonego z czujnikiem położenia. W zależności od położenia elementu lewitującego (jest nim najczęściej ferromagnetyk lub magnes trwały) względem czujnika prąd w uzwojeniu elektromagnesu regulowany jest zarówno w zakresie wartości, jak i kierunku (przez co możliwe jest zarówno wytworzenie siły przyciągającej, jak i odpychającej). Detekcja obiektu lewitującego realizowana jest poprzez czujniki pola magnetycznego (czujnik Halla) lub czujniki optyczne (najczęściej są to czujniki podczerwieni).
Rozwój układów lewitacyjnych rozpoczął się w XX w. Na początku wieku Emile Blachelet, mając na uwadze twierdzenie Earnshawa, zbudował układ lewitacji statycznej z elektromagnesem, w którym regulował wartość prądu oraz załączał i wyłączał układ z odpowiednią częstotliwością. Jego wynalazek został opatentowany w 1912 i zastosowany do niewielkiego urządzenia do transportowania poczty. Rozwiązanie to pokazało jednak możliwość zastosowania tego typu stabilizacji do układów o większych gabarytach i wadze. W 1934 Hermann Kemper zastosował wynalazek Blacheleta na większą skalę, patentując urządzenie, które nazwał jednotorowym pojazdem bez kół. Dało to początek rozwojowi kolei magnetycznej. W 1979 na I Międzynarodowych Targach Transportu w Hamburgu zaprezentowano prototyp pociągu Transrapid z torowiskiem o długości 908 m. Pierwszy komercyjny pociąg Maglev ruszył w Birmingham w 1984.
Układy lewitacyjne ze stabilizacją aktywną są współcześnie jednymi z najczęściej stosowanych układów lewitacyjnych w praktyce, w szczególności w łożyskach magnetycznych maszyn wysokoobrotowych oraz w zawieszeniach pojazdów na poduszce magnetycznej. Stosuje się je również w układach wymagających tłumienia drgań.
Wadą tych rozwiązań jest jednak względnie mała sprawność układów, związana ze znacznym rozproszeniem pola magnetycznego oraz stratami mocy powstającymi na skutek niezerowej rezystancji uzwojeń. Eliminacja rozproszenia może być przeprowadzona poprzez zastosowanie rdzenia magnetycznego. Wadą tego rozwiązania jest jednak oddziaływanie pomiędzy magnesem a samym rdzeniem (siła przyciągająca rdzeń ferromagnetyczny do magnesu występuje, nawet jeśli uzwojenie elektromagnesu nie jest zasilane), przez co do wytworzenia sił odpychających konieczne jest wymuszanie w uzwojeniu znacznie większych prądów.

## Lewitacja elektromagnetyczna

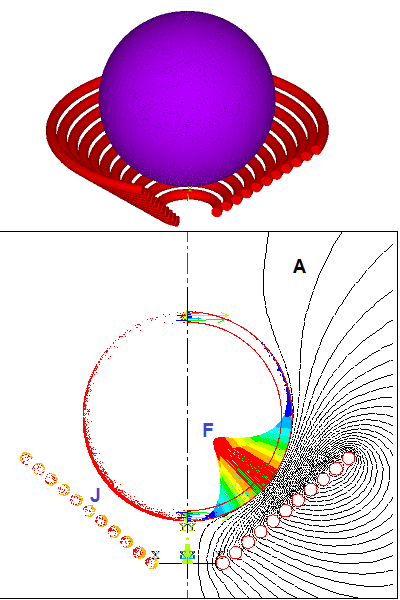
Model metalowej sfery lewitującej nad wzbudnikiem w kształcie stożka, poniżej po lewej rozkład prądów J we wzbudniku i indukowanych w sferze przy 50 kHz, po prawej linie pola magnetycznego A oraz wektory siły F działającej na sferę

Lewitacja w zmiennym polu magnetycznym zachodzi w wyniku oddziaływania sił powstających w układach pól elektromagnetycznych wytwarzanych przez prądy zmienne. Siła oddziaływania jednego układu elektromagnetycznego na układ z nim sąsiadujący może zostać opisana zależnością:
{\displaystyle K(z)={\frac {1}{2}}I_{1}^{2}{\frac {dL_{11}}{dz}}+I_{1}I_{2}{\frac {dL_{12}}{dz}}+{\frac {1}{2}}I_{2}^{2}{\frac {dL_{22}}{dz}},}
gdzie:
{\displaystyle z} – zmienna położenia,
{\displaystyle I_{1}} i {\displaystyle I_{2}} – prądy w odpowiednio pierwszymi i drugim układzie,
{\displaystyle L_{11},L_{22},L_{12}} – indukcyjność odpowiednio własna układu pierwszego, własna układu drugiego i wzajemną.
Dla układów sztywnych posiadających oś symetrii wypadkowa siła działa między układami jedynie w kierunku osi z a równanie opisujące siłę oddziaływanie redukuje się do postaci:
{\displaystyle K(z)=K_{z}=I_{1}I_{2}{\frac {dL_{12}}{dz}}.}
Prądy wytwarzające pola składowe mogą pochodzić z niezależnych źródeł. Najczęściej są to jednak prądy wytwarzane wzajemnie (jeden prąd jest wytwarzany przez drugi) jako prądy wirowe powstające na zasadzie indukcji magnetycznej w ośrodku przewodzącym prąd.
Lewitacja w zmiennym polu magnetycznym zachodzi najczęściej pomiędzy cewką wytwarzającą zmienne pole magnetyczne (wzbudnikiem), a znajdującym się w tym polu materiałem przewodzącym (wsadem). Lewitacja powstaje na skutek oddziaływania zmiennego pola magnetycznego wzbudnika z polem magnetycznym wytworzonym przez prądy wirowe wsadu. Lewitacja ta zachodzi zawsze tam, gdzie siła odpychania pól magnetycznych równoważy się z siłą grawitacji wsadu lub będzie od niej większa. Ze względu na rotacyjny charakter prądów wirowych luźno zawieszony element lewitujący wiruje nad wzbudnikiem. Ze względu na powstawanie prądów wirowych w materiale rezystywnym element lewitujący ulega silnemu nagrzewaniu. Bardzo często proces lewitacji połączony jest z procesem topienia indukcyjnego materiału. Zjawisko to często wykorzystywane jest w sposób praktyczny (w zaawansowanej technologii materiałowej).
Lewitacja elektromagnetyczna może zachodzić w wyniku występowania pól magnetycznych zmiennych w czasie (prądy wytwarzane przez prądy przemienne wysokiej częstotliwości) lub w wyniku pól zmiennych w przestrzeni (element ruchomy przemieszcza się z dużą szybkością względem elementu nieruchomego). Dla pól zmiennych w przestrzeni elementem ruchomym może być zarówno źródło pola statycznego (na przykład magnes trwały), jak i przewodnik prądu, w którym powstaną prądy wirowe. Należy pamiętać, że lewitacja elektromagnetyczna zachodzi pod wpływem zmiennego pola magnetycznego (w odróżnieniu od lewitacji magnetycznej ze stabilizacją aktywną, gdzie elektromagnes zasilany jest prądem stałym regulowanym poprzez sprzężenie zwrotne).

### Lewitacja w polu magnetycznym zmiennym w czasie
Lewitacja elektromagnetyczna w polu zmiennym w czasie jest najbardziej rozpowszechnionym typem lewitacji elektromagnetycznej. Dla uzyskania stabilnej lewitacji, należy tak ukształtować pole magnetyczne, aby element lewitacyjny znajdował się w polu magnetycznym o mniejszym natężeniu, a siła grawitacji (lub inna siła niepochodząca od pola magnetycznego) działa w kierunku pola o większym natężeniu.
Przykładem może być układ dwóch wzbudników cylindrycznych. Wzbudnik wewnętrzny wytwarza pole unoszące element lewitujący, natomiast wzbudnik zewnętrzny wytwarza pole uniemożliwiające jego przemieszczenie na bok. Pole magnetyczne wymagane do lewitacji elektromagnetycznej może być też wytworzone przez jeden wzbudnik z uzwojeniami rozłożonymi na powierzchni odwróconego stożka. Lewitacja powstanie na skutek prądów wirowych indukowanych w sferze oddziałujących z prądami wzbudnika. Wytworzona siła działać będzie w kierunku środka sfery, unosząc ją nad wzbudnikiem i jednocześnie stabilizując w osi symetrii.

### Lewitacja w polu magnetycznym zmiennym w przestrzeni
Siły lewitacji elektromagnetycznej mogą być wytworzone przez zmienne pole magnetyczne. Zmiana pola może następować nie tylko w czasie, ale również w przestrzeni. Lewitacja tego typu może być wytwarzana w układzie magnesów trwałych lub elektromagnesów prądu stałego przemieszczanych z dużą prędkością w pobliżu materiału przewodzącego. Takie rozwiązanie stosowane jest w niektórych systemach zawieszeń pojazdów trakcyjnych.

## Zastosowania lewitacji magnetycznej
Współcześnie coraz szerzej rozwijane są zastosowania lewitacji magnetycznej w przemyśle. Główny obszar zastosowań to łożyska magnetyczne. Mimo złożonej struktury sterowania w przypadku łożysk stabilizowanych stosowane w silnikach wysokoobrotowych (szczególnie w przypadkach, gdzie łożyska klasyczne, nawet ceramiczne wykazują zbyt duże tarcie), w układach małych napędów z silnikami bezszczotkowymi (w tej grupie szeroką gamę stanowią zastosowania biomedyczne) oraz w układach w których konieczne jest utrzymywanie materiału bez kontaktu z jakimkolwiek materiałem. Intensywne rozwijane są też prace w zakresie lewitacji nadprzewodnikowej, w zakresie pojazdów trakcyjnych oraz łożysk w układach obrotowych (np. w elektromechanicznych magazynach energii).